# Mesjetia
Mesjetia (en georgiano: მესხეთი) o Samtsje (en georgiano: მესხეთი) es una región histórica montañosa en el suroeste de Georgia. Se sitúa en las montañas en la frontera con Turquía, que se corresponde a los actuales municipios de Adigueni y Ajaltsije en la región de Mesjetia-Yavajetia. Su capital histórica es Ajaltsije.

## Geografía
Mesjetia está situado en el suroeste del país, en el sur de Imericia, este de Ayaria, y oeste de Yavajetia. Actualmente es parte de la región de Mesjetia-Yavajetia, con Yavajetia y Toria. 

## Nombre
Recibe su nombre de la tribu de los mesjs, los clásicos moscos. Con la conquista otomana la región se dijo Sa-meskhe (País de los meskhs) de la que derivó Samtskhé (Samtsje) Con el que fue conocido toda la edad moderna. 

## Historia
Del II milenio al siglo IV a C. Mesjetia era parte del reino georgiano de Diaokhi. Entre el siglo IV a C. y  el siglo VI d C, se integró en el reino caucásico de Iberia. De los siglos x al xv, la región es parte del reino unificado de Georgia. En el siglo XVI, la región fue ocupada y anexada por el Imperio otomano y es una provincia, eyalato de Mesjetia. Conquistado por el Imperio ruso durante la guerra ruso-turca de 1828-1829, la región se integró en el gobierno de Tiflis (Тифлисская губернія). De 1918 a 1921, pertenece a la República Democrática de Georgia, y desde 1921 a 1990, a la República Socialista Soviética de Georgia.

## Población
Los habitantes eran el mesji (o mosji ) y los mosiniks. La mayoría de la población contemporánea de la región (mesjs) son los descendientes de estas antiguas tribus. Los mosiniks (o mossynoeci) tienen fama de ser uno de los inventores de la metalurgia del hierro.
Sufrieron una deportación masiva bajo Stalin, y se dispersaron en todas las repúblicas vecinas.